# Piotr Radziszewski (inżynier)
Piotr Radziszewski (ur. 19 maja 1956 w Wólce-Przedmieście) – polski inżynier, profesor nauk technicznych, specjalista w zakresie budownictwa drogowego.

## Biografia
W 1980 uzyskał stopień magistra inżyniera w specjalności Drogi, Ulice i Lotniska na Politechnice Białostockiej. W 1989 obronił pracę doktorską, a w 1998 uzyskał habilitację. W 2009 otrzymał z rąk Prezydenta Rzeczypospolitej Polskiej tytuł naukowy profesora.
Od 2009 kierował Zakładem Technologii Budowy Dróg (dawniej Zespół Technologii Materiałów i Nawierzchni Drogowych) na Wydziale Inżynierii Lądowej Politechniki Warszawskiej. Aktualnie pełni również funkcję Kierownika Studiów Podyplomowych Technologia Budowy Dróg oraz Eksploatacja i Utrzymanie Dróg. Jego zainteresowania naukowo-badawcze koncentrują się m.in. na właściwościach asfaltów, asfaltów modyfikowanych i mieszanek mineralno-asfaltowych oraz konstrukcji nawierzchni typu perpetual.
Staż naukowy odbył na Uniwersytecie Kalifornijskim w Berkeley u profesora C. L. Monismitha. Był też stażystą na Uniwersytecie Technicznym w Delfcie (Holandia), w Road and Hydraulic Devision (DWW) w Delfcie (Holandia) oraz w Transport Research Laboratory (TRL) w Crowthorne (Wielka Brytania). Jest autorem i współautorem szeregu monografii, podręczników akademickich oraz licznych artykułów, w tym wielu opublikowanych w wydawnictwach znajdujących się na liście filadelfijskiej. Jest autorem ponad 150 opinii i recenzji (w tym recenzji rozpraw, artykułów i referatów naukowych). Kierował lub był głównym wykonawcą ponad 25 dużych grantów NCBiR, 7 Programu Ramowego Komisji Europejskiej, GDDKiA, MNiSW. Był promotorem 4 rozpraw doktorskich oraz recenzentem wielu rozpraw doktorskich i w postępowaniach o nadanie stopnia doktora habilitowanego oraz tytułu profesora. Na Politechnice Białostockiej pełnił funkcję Prorektora ds. Promocji i Współpracy.
Należy do wielu organizacji naukowych i zawodowych, m.in. Sekcji Inżynierii Komunikacyjnej Komitetu Inżynierii Lądowej i Wodnej PAN; Zespołu Nanomateriałów Komitetu Nauki o Materiałach PAN. Był członkiem Zespołu ds. Ewolucji Jednostek Naukowych, Komisji Oceny Projektów Kluczowych w ramach Regionalnego Programu Operacyjnego, Stowarzyszenia Inżynierów i Techników Komunikacji, Komitetu Nauki Polskiego Związku Inżynierów i Techników Budownictwa. Jest rzeczoznawcą do spraw jakości produktów i usług w zakresie materiałów budowlano-drogowych, technologii materiałów i nawierzchni drogowych. Jest również ekspertem wielu organizacji związanych z rozwojem nauki i budownictwa, m.in.: PKN KT 212 Budowa i Utrzymanie Dróg, Polskiej Komisji Akredytacyjnej i Narodowego Centrum Badań i Rozwoju.
Został odznaczony Medalem Komisji Edukacji Narodowej i Srebrnym Krzyżem Zasługi. Jest laureatem m.in. Nagrody Naukowej Politechniki Warszawskiej za szczególne osiągnięcia uwieńczone transferem prac naukowych na potrzeby gospodarki oraz nagród i wyróżnień Ministra Infrastruktury.

## Stanowiska
- od 2009 – kierownik Zakładu Technologii Budowy Dróg (dawniej Zespół Technologii Materiałów i Nawierzchni Drogowych) na Wydziale Inżynierii Lądowej PW[2]
- od 2015 – kierownik Studiów Podyplomowych Eksploatacja i Utrzymanie Dróg na Politechnice Warszawskiej[3]
- od 2011 – kierownik Studiów Podyplomowych Technologia Budowy Dróg na Politechnice Warszawskiej[4]
- od 2009 – profesor na Wydziale Inżynierii Lądowej Politechniki Warszawskiej
- 2008-2009 kierownik Katedry Budownictwa Drogowego i Fizyki Budowli na Wydziale Budownictwa i Inżynierii Środowiska Politechniki Białostockiej.
- 2007-2008 kierownik Zakładu Budownictwa Komunikacyjnego Politechniki Białostockiej
- 2005-2008 Prorektor ds. Promocji i Współpracy Politechniki Białostockiej[5]
- 1999-2009 profesor nadzwyczajny na Politechnice Białostockiej[1]
- 1992-1993 – stażysta w Institute of Transportation Studies, Uniwersytet Kalifornijski, Berkeley, USA, w Road and Hydraulic Engineering Devision, DWW, Delft, Holandia i w Transport Research Laboratory (TRL), Crowthorne, Wielka Brytania
- 1981-1982 – kierownik Grupy Robót w Przedsiębiorstwie Eksploatacji Ulic i Mostów w Białymstoku

## Członkostwa
- Od 1999 – członek Sekcji Inżynierii Komunikacyjnej, Komitet Inżynierii Lądowej i Wodnej PAN (2016-2019 wiceprzewodniczący)
- 2013–2021 – członek Zespołu Nanomateriałów, Komitet Nauki o Materiałach PAN[7]
- 2007–2015 – członek Sekcji Materiałów Budowlanych i Fizyki Budowli, Komitet Inżynierii Lądowej i Wodnej PAN
- 2000-2014 – członek Sekcji Drogowej Rady Naukowej, Instytut Badawczy Dróg i Mostów w Warszawie
- 2004-2015 – członek Komitetu Nauki, Polski Związek Inżynierów i Techników Budownictwa[8]
- 2017-2018 – członek Zespołu Ewaluacji do spraw budownictwa i architektury, Komitet Ewaluacji Jednostek Naukowych
- od 2014 – ekspert PKN KT 212 Budowa i Utrzymanie Dróg
- od 2013 – ekspert Polskiej Komisji Akredytacyjnej, zespołu w obszarze nauk technicznych
- 2013-2014 członek Zespołu ds. Ewolucji Jednostek Naukowych[9]
- od 2008 – ekspert Narodowego Centrum Badań i Rozwoju
- 2007-2013 – członek Stałej Konferencji Współpracy w województwie podlaskim – ds. prowadzenia polityki rozwoju (RPO 2007-2013)
- 2007-2013 – członek Komisji Oceny Projektów Kluczowych w ramach Regionalnego Programu Operacyjnego 2007-2013
- 2004-2006 – członek Regionalnego Komitetu Sterującego dla województwa podlaskiego ds. oceny projektów infrastrukturalnych współfinansowanych przez Europejski Fundusz Rozwoju Regionalnego
- 2004-2006 – ekspert w panelu ekspertów ds. oceny projektów infrastrukturalnych współfinansowanych przez Europejski Fundusz Rozwoju Regionalnego
- członek komitetów naukowych konferencji krajowych i międzynarodowych

## Nagrody, wyróżnienia, odznaczenia
- Nagroda Naukowa Politechniki Warszawskiej za szczególne osiągnięcia uwieńczone transferem prac naukowych na potrzeby gospodarki (2014)
- Nagroda Ministra Infrastruktury za kierowanie nagrodzonej pracy dyplomowej (2004)
- Wyróżnienia Ministra Infrastruktury i Budownictwa (2002, 2006, 2009)
- Wyróżnienie Ministra Rozwoju Regionalnego i Budownictwa za kierowanie nagrodzonej pracy dyplomowej magisterskiej (2000)
- nagrody Rektora Politechniki Warszawskiej i Politechniki Białostockiej za osiągnięcia naukowe, dydaktyczne i organizacyjne (wielokrotnie od 1986)
- Srebrny Krzyż Zasługi (2001)
- Medal Komisji Edukacji Narodowej (1999)

## Ważne publikacje
- Piotr Radziszewski. Modelowanie trwałości zmęczeniowej modyfikowanych kompozytów mineralno-asfaltowych. „Rozprawy Naukowe”. Nr 45, 1997. Białystok: Wydawnictwa Politechniki Białostockiej. ISSN 0867-096X.brak numeru strony
- Jerzy Piłat, Piotr Radziszewski: Nawierzchnie asfaltowe. Wyd. 2. Warszawa: Wydawnictwa Komunikacji i Łączności, 2007. ISBN 978-83-206-1659-0. Brak numerów stron w książce
- Praca zbiorowa pod red. P. Radziszewskiego: Perspektywy i kierunki rozwoju budownictwa drogowego w Polsce na podstawie badań foresightowych. Warszawa: Oficyna Wydawnicza Politechniki Warszawskiej, 2016. ISBN 978-83-7814-557-8. Brak numerów stron w książce
- I. Gaweł, J. Piłat, P. Radziszewski, K. Kowalski, J. Król: Rubber modified bitumen. W: Polymer modified bitumen. Properties and characterisation. Mcnally T (red.). Oxford: Woodhead publishing, 2011, s. 73–97. ISBN 978-0-85709-048-5.